# Cuíca
La cuíca è uno strumento musicale membranofono a frizione, un tamburo con un'asticella di legno fissata al centro della membrana di cuoio, nel lato interno. Il suono è ottenuto frizionando l'asticella con un pezzo di tessuto inumidito e effettuando una pressione sul lato esterno della cuíca con le dita, producendo un suono caratteristico. Quanto più vicina al centro della cuíca la pressione è effettuata, quanto più acuto è il suono prodotto.
La collocazione dell'asticella all'interno della cassa è ciò che differisce la cuíca, fondamentalmente, dai tamburi a frizione europei e rafforza l'ipotesi di essere stata introdotta in Brasile dagli schiavi neri Banto. Il suo uso è molto diffuso nella musica popolare brasiliana. A partire dal 1930, passò a far parte delle batterie delle scuole di samba. Altri nomi dati allo strumento sono: puíta, roncador, e tambor-onça.
La cuíca è uno strumento le cui origini sono meno conosciute di quelle degli altri strumenti afro-brasiliani. 
Questa fu introdotta in Brasile attraverso gli schiavi africani Banto, ma altri collegamenti si possono allacciare con altre parti del Nord-Est africano, così come con la penisola Iberica. La cuíca era altresì chiamata “ruggito di leone” in quanto nei suoi primi utilizzi era usata dai cacciatori per richiamare i leoni con il ruggito che lo strumento può produrre. Esistono molte dimensioni di cuíca, e nonostante da molti sia considerata uno strumento a percussione non lo è.
Incastrata nella parte interna della pelle vi è un'asticella di bambù. Il pollice, l'indice ed il dito medio stringono l'asta all'interno dello strumento con un panno umido, e il ritmo viene articolato dallo strusciare (frizione) del panno sull'asta di bambù. L'altra mano regge lo strumento e le sue dita esercitano una pressione sulla pelle. Tanto più forte la stretta sull'asta e maggiore la pressione sulla pelle più alti saranno i suoni, più lieve la stretta e minore la pressione, più bassi i suoni. L'estensione del suono della cuíca può arrivare a due ottave. I toni prodotti tentano di imitare la voce sotto forma di grugniti, gemiti, singhiozzi. Viene apprezzata anche nel jazz contemporaneo negli stili funk e latini.